# Критическая температура мицеллообразования

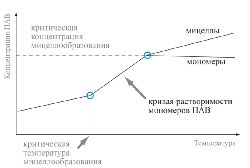
Зависимость растворимости от температуры для типичного ионного ПАВ.

Критическая температура мицеллообразования (Температура Краффта, англ. Krafft temperature) — температура, выше которой растворимость поверхностно-активного вещества (ПАВ) резко возрастает и достигается критическая концентрация мицеллообразования.

## Описание
Температура (точка) Краффта — это нижний температурный предел мицеллообразования ионных ПАВ, например, лаурилсульфата натрия, входящего в состав бытовых моющих средств. Она зависит от природы гидрофобных групп и ионного состава детергента. Растворимость неионных ПАВ, напротив, падает с повышением температуры. Их характерной величиной является «точка помутнения», то есть верхний температурный предел мицеллообразования, выше которого в системе ПАВ — растворитель происходит расслоение фаз, изменяющее её оптические свойства.